# Sulcastrella tenens
Sulcastrella tenens är en svampdjursart som först beskrevs av Jean Vacelet 1969.  Sulcastrella tenens ingår i släktet Sulcastrella och familjen Desmanthidae. Inga underarter finns listade i Catalogue of Life.